# L'assiuolo
L'assiuolo è una poesia di Giovanni Pascoli compresa nella raccolta Myricae (fine del XIX secolo). Il titolo è ispirato ad una specie di uccelli, appunto l'assiolo. La poesia, nello stile onomatopeico, risente dell'influsso de Il corvo di Edgar Allan Poe.

## Riassunto e prosa
Dov’era la luna? ché il cielo
 
notava in un’alba di perla,

ed ergersi il mandorlo e il melo
 
parevano a meglio vederla.
 
Venivano soffi di lampi
 
da un nero di nubi laggiù;

veniva una voce dai campi:

chiù...

Le stelle lucevano rare
 
tra mezzo alla nebbia di latte:
 
sentivo il cullare del mare,

sentivo un fru fru tra le fratte;
 
sentivo nel cuore un sussulto,
 
com’eco d’un grido che fu.
 
Sonava lontano il singulto:

chiù...

Su tutte le lucide vette
 
tremava un sospiro di vento:
 
squassavano le cavallette
 
finissimi sistri d’argento
 
(tintinni a invisibili porte
 
che forse non s’aprono più?...);

e c’era quel pianto di morte...

chiù...
La notte, in cui l'io poetico immagina di essere, è cupa e nebbiosa (...la nebbia di latte), tanto che non si vede la luna (Dov'era la luna?), bensì soltanto poche stelle (le stelle lucevano rare...); tuttavia ci sono parecchi suoni, come quelli dei tuoni (venivano soffi di lampi), il verso dell'assiuolo tra i campi (Chiù)  e un pianto di morte (e c'era quel pianto di morte...); il rumore del mare (sentivo il cullare del mare), gli animali tra i cespugli (sentivo un fru fru tra le fratte) e le cavallette che sembrano suonare dei sistri (squassavano le cavallette finissimi sistri d'argento). Al poeta viene un sussulto a causa di questi rumori (sentivo nel cuore un sussulto), e si domanda se le porte della morte si potranno mai riaprire (tintinni a invisibili porte che forse non si aprono più).

## Analisi metrica della poesia

Giovanni Pascoli

La poesia si compone di tre strofe fatte di otto versi ciascuna. Ciascuna strofa inizia con sette novenari e si conclude sul verso chiù, che è accentato e conta quindi come trisillabo.
Tra le figure metriche, che danno al poema alcune caratteristiche importanti, ci sono:
- La rima. Lo schema delle rime è assai regolare, secondo lo schema ABABCDCD. Al v. 11 c'è una rima interna: "cullare del mare".
- L'allitterazione, in fru fru tra le fratte. Il suono di /f/ ripetutamente ripreso, ritorna insieme a quello di /v/ e di /s/ in tutto il componimento. La funzione di queste allitterazioni è quella di rinforzare l'insieme di percezioni sonore che caratterizzano la poesia (ancor più di quelle visive).

Il ritmo della poesia, fatta appunto di novenari, è cullante. L'accento cade abbastanza regolarmente ogni tre sillabe (sulla seconda, quinta ed ottava sillaba). Alla fine di ciascuna strofa, il ritmo ternario a mo' di valzer viene interrotto bruscamente dal verso dell'uccello.

## Analisi retorica della poesia
L'onomatopea si ritrova in chiù (onomatopea primaria) per indicare il verso emesso dall'assiolo, in fru fru per indicare il rumoreggiare dei cespugli, e per finire in “tintinni” (onomatopea secondaria). Questi suoni creano un'atmosfera di tensione ed attesa. Il "chiù" dell'assiuolo viene definito con un crescendo di angoscia, di intensità, un climax ascendente: "voce" al termine della prima strofa, "singulto" al termine della seconda strofa e "pianto di morte" al termine della terza strofa.
Le percezioni visive del componimento, peraltro abbastanza vaghe, richiamano un non meglio precisato colore bianco, indicato nella doppia metafora, “alba di perla” e “nebbia di latte”. La percezione della luce, in “soffi di lampi” si intensifica per breve tempo, laddove viene rinforzata dalla combinazione con la percezione tattile (soffi). "Soffi di lampi" è una sinestesia in quanto la sensazione visiva del fulmine è resa con un sostantivo che normalmente si usa per le sensazioni uditive (i soffi). I versi 11 - 12 e 13 iniziano con la stessa parola, il verbo "sentire": si tratta di una anafora. 
La notte viene quindi vista come un mondo ricco di misteriosi eventi sensoriali.

## Analisi lessicale
L'isotopia è la figura che meglio si appresta per un'analisi lessicale. Alcune parole tra loro imparentate formano delle isotopie che danno coesione al testo e ne suggeriscono una prima interpretazione:
- Isotopia degli elementi meteorologici: i lampi, le nubi, la nebbia.
- Isotopia dei rumori: i soffi, la voce, il cullare del mare, l'eco, il grido, il singulto, il sospiro, le cavallette, il pianto.

Prese nel loro insieme, le parole sottolineano la mancanza di quiete che caratterizza il tono generale. L'impressione di un'atmosfera cupa viene confermata dagli ultimi versi, in cui i rumori si fanno più intensi: squassavano le cavallette, oppure tintinni a invisibili porte. 
Se consideriamo che l'assiolo è un animale predatore, il cui verso può ricordare il pianto, diremo che il tema del componimento è senz'altro la morte. Viene vista dunque come un qualcosa di minaccioso, che forse non porta neanche alla salvezza dell'anima, dato che le sue porte forse non si apriranno più. Il sentimento di minaccia viene attualizzato dall'inaspettato cambio di tempo grammaticale. Dall'imperfetto, che costituisce la forma verbale dominante, si passa verso la fine della poesia al presente (non s'aprono più). I "tintinni" ricordano in particolare il culto misterico egizio di Iside, celebrato al suono dei sistri, che prometteva la resurrezione dopo la morte, riguardo alla quale il poeta mostra la propria perplessità. Si allude quindi al tema della morte, ma in un'atmosfera allusiva carica di mistero.